# 화성도시공사
화성도시공사는 경기도 화성시에 있는 지방 공기업이다.

## 연혁
- 2008년 3월 26일 화성도시공사 법인 설립 등기.